# Бой при Бистрица
Боят при село Бистрица е сражение на обединени чети на Върховния македоно-одрински комитет с османски войски по време на Горноджумайското въстание, провело се на 19 и 20 октомври 1902 година край село Бистрица в Рила. 
След заглъхването на първия етап на Горноджумайското въстание през септември 1902 година водачът на Върховния комитет генерал Цончев успява да избяга от ареста и организира продължаване на борбата. До 17 октомври Цончев е в Рила, но на българска територия в околностите на Царев връх, където изчаква четите на капитан Александър Протогеров и поручик Любомир Стоенчев. Цончев е разгневен от оттеглянето на върховистките чети. На 18 октомври съединеният отряд от 150 души навлиза в Македония и се установява в източните махали на Бистрица, като на четири километра от тях западните махали са окупирани от османска войска. На 19 октомври следобед войската напада въстаниците и избухналото сражение продължава и през нощта, и на другия ден в тежко време с гъста мъгла и валежи от дъжд и сняг. По заповед на генерал Цончев четата на Протогеров овладява със сражение двата турски гранични поста при Царев връх и Дерезлица и така разчиства пътя към България. След появата на значителни османски части въстаниците се оттеглят на българска територия с 10 – 15 ранени, от които двама тежко. Сред ранените е и генерал Цончев.